# Municipio de Long Lost Lake
El municipio de Long Lost Lake (en inglés: Long Lost Lake Township) es un municipio ubicado en el condado de Clearwater en el estado estadounidense de Minnesota. En el año 2010 tenía una población de 43 habitantes y una densidad poblacional de 0,46 personas por km².

## Geografía
El municipio de Long Lost Lake se encuentra ubicado en las coordenadas 47°11′45″N 95°20′52″O / 47.19583, -95.34778. Según la Oficina del Censo de los Estados Unidos, el municipio tiene una superficie total de 93.51 km², de la cual 87,62 km² corresponden a tierra firme y (6,29 %) 5,88 km² es agua.

## Demografía
Según el censo de 2010, había 43 personas residiendo en el municipio de Long Lost Lake. La densidad de población era de 0,46 hab./km². De los 43 habitantes, el municipio de Long Lost Lake estaba compuesto por el 74,42 % blancos, el 25,58 % eran amerindios. Del total de la población el 0 % eran hispanos o latinos de cualquier raza.